# Escuela de Cerámica Francisco Alcántara
La Escuela de Cerámica Francisco Alcántara de Madrid se inauguró en 1911, con la dirección y el auspicio de Francisco Alcántara Jurado, humanista, pedagogo, crítico de arte, catedrático y pintor, del entorno de la Institución Libre de Enseñanza.

## Historia
La primitiva escuela fue instalada inicialmente en el n.º 12 de la calle de Fernando el Católico, de Madrid, en unos locales pertenecientes al antiguo Asilo de San Bernardino. En 1934 se trasladó a los terrenos llamados de "La Tinaja", junto a la ermita de San Antonio de la Florida, y en los que estuvo también la Escuela-Fábrica de los Zuloaga.
En 1920, Alcántara consiguió superar los laberintos administrativos al lograr un acuerdo entre el Ministerio de Instrucción Pública y Bellas Artes, de una parte,  y el Ayuntamiento de Madrid, de la otra. Ambas instituciones compartirían a partir de ese momento la responsabilidad y el mecenazgo de la nueva Institución, quedando a cargo de la Escuela Municipal las enseñanzas básicas, de grado elemental y medio, y dependientes del Ministerio las especialidades superiores en sus ramas técnica y artística. La construcción de un edificio de nueva planta, encargada al arquitecto Luis Bellido González, y la dotación en las instalaciones de molinos, prensas, tornos y hornos, completarían la realización del proyecto.
El espíritu de la Institución y sus revolucionarios métodos de enseñanza, sumados al respaldo de intelectuales y artistas como Menéndez Pidal, Ortega y Gasset, Sorolla, Muñoz Degrain y los Zuloaga, consiguieron que los trabajos de la Escuela de Cerámica se mostrasen en el Círculo de Bellas Artes y las Escuelas Aguirre o en los patios del Ministerio de Estado y del Ayuntamiento.
Con el estallido de la guerra civil española fue necesario evacuar los edificios por encontrarse estos en plena línea de fuego. Concluida la contienda, en el curso 1939-40 se reanudaron las actividades docentes.
Medio siglo después, en 1984, con la separación de los organismos de gestión municipales y estatales, se crearon dos centros oficiales: la Escuela de Arte Francisco Alcántara, dependiente de la Consejería de Educación de la Comunidad de Madrid, y la Escuela Municipal de Cerámica. Separados por el jardín, ambos organismos docentes funcionan independientes desde dicha gestión de 1984. El último paso burocrático lo dio dicha Comunidad, implantando los estudios superiores de la especialidad con la finalidad de adaptarse al sistema educativo y a las nuevas tecnologías aplicables a la enseñanza del oficio alfarero.

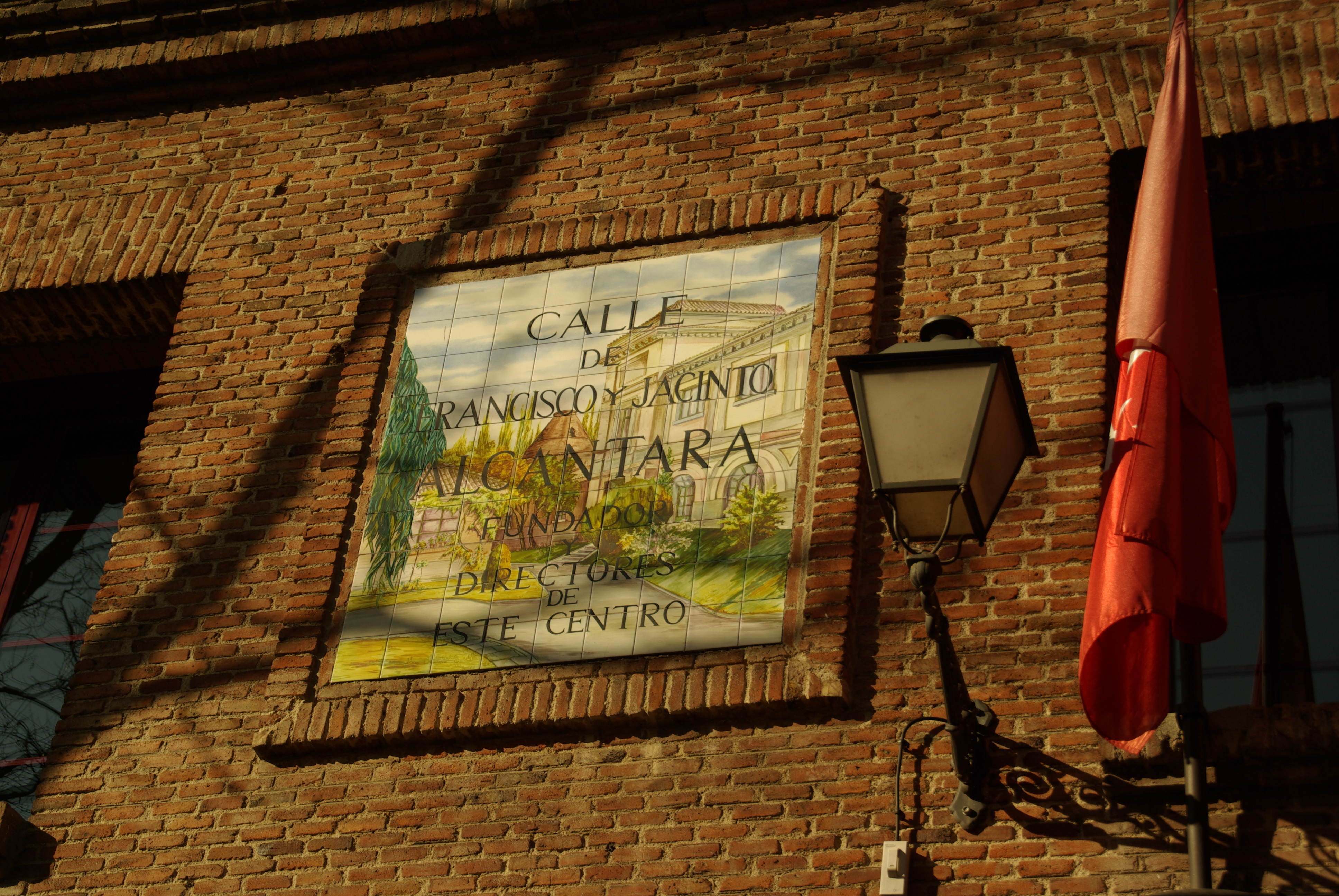
Detalle de la azulejería en la fachada principal.

La Escuela de Cerámica Francisco Alcántara, dentro del marco de la homónima Escuela de Arte, continúa emplazada en el parque del Oeste, próxima al edificio y horno de la antigua Real Fábrica de La Moncloa. La aulas y talleres alfareros, instalados en el pabellón Bellido, cuentan con el singular espacio del jardín diseñado por Javier de Winthuysen.